# 弗里代克-米斯泰克縣

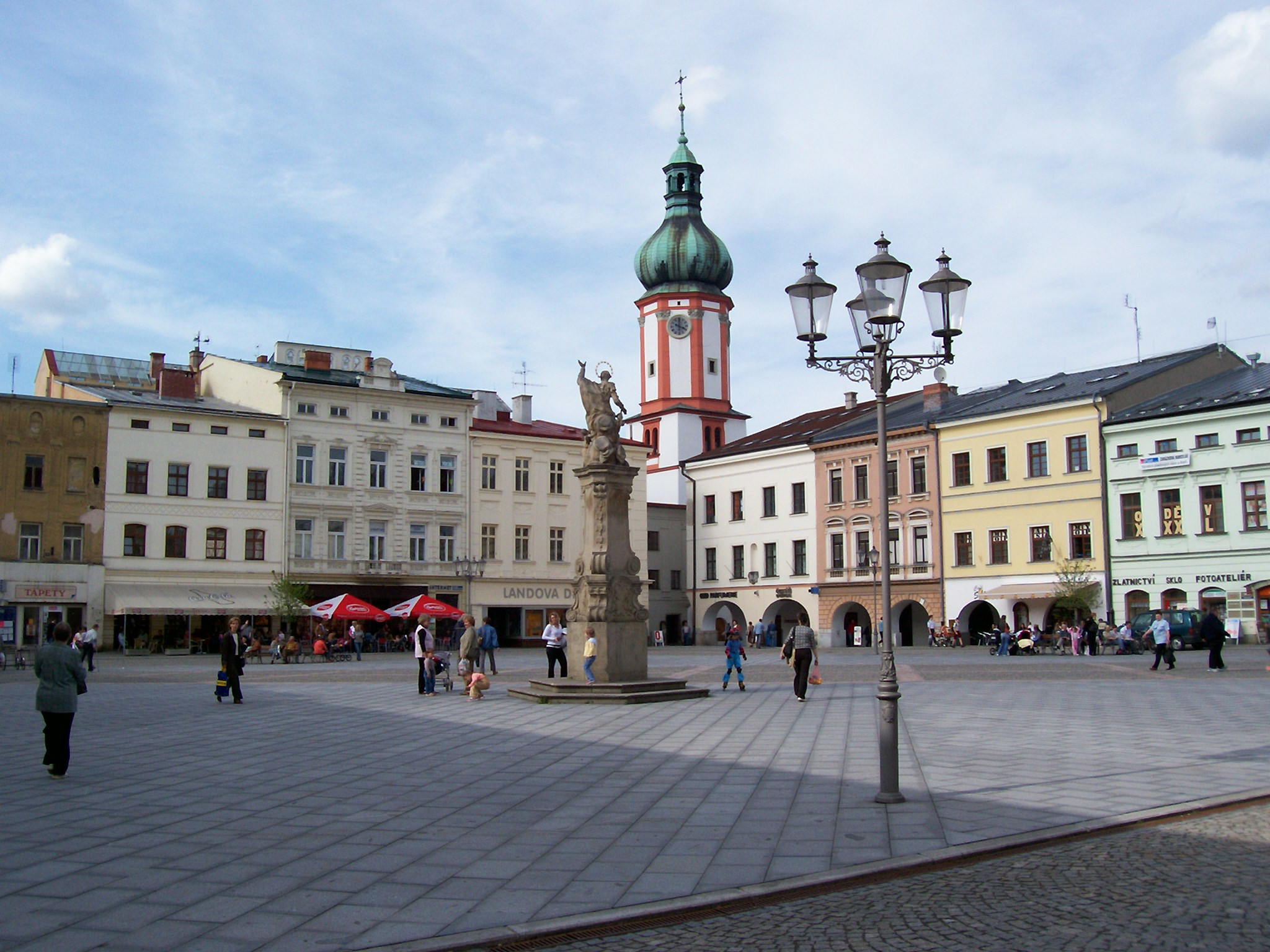

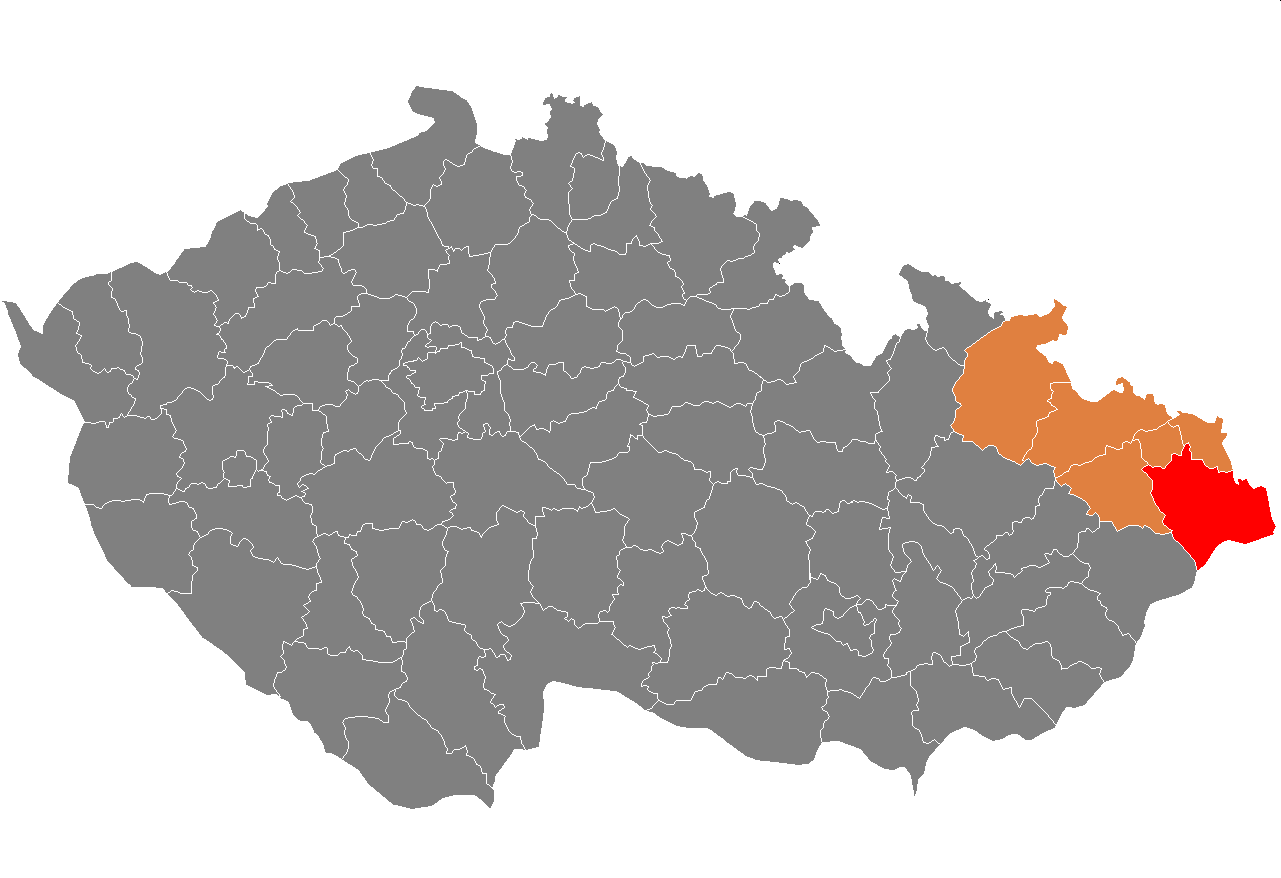

49°41′8″N 18°21′2″E / 49.68556°N 18.35056°E
弗里代克-米斯泰克縣（捷克語：Okres Frýdek-Místek），是捷克的縣份，位於該國東北部，由摩拉維亞-西里西亞州負責管轄，首府設於弗里代克-米斯泰克，面積1,208平方公里，2007年人口209,326，人口密度每平方公里173人。